# Drei Kühe auf der Weide

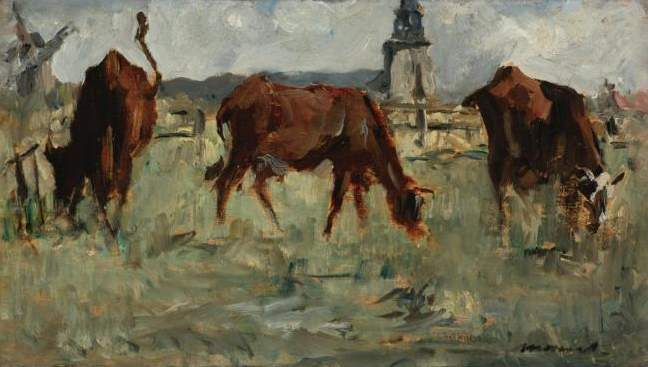
Drei Kühe auf der Weide
Édouard Manet, 1873
12 × 21 cm
Öl auf Holz
Privatsammlung

Drei Kühe auf der Weide (französisch: Vaches au pâturage) ist ein Gemälde des französischen Malers Édouard Manet. Das 12 × 21 cm große, in Öl auf Holz gemalte Bild zeigt Kühe in der Umgebung von Berck, einer nordfranzösischen Stadt an der Kanalküste. Es gehört zu einer Reihe von Landschaftsbildern, die der Künstler 1873 während seiner Sommerferien malte. Das Gemälde befindet sich in einer Privatsammlung.

## Bildbeschreibung

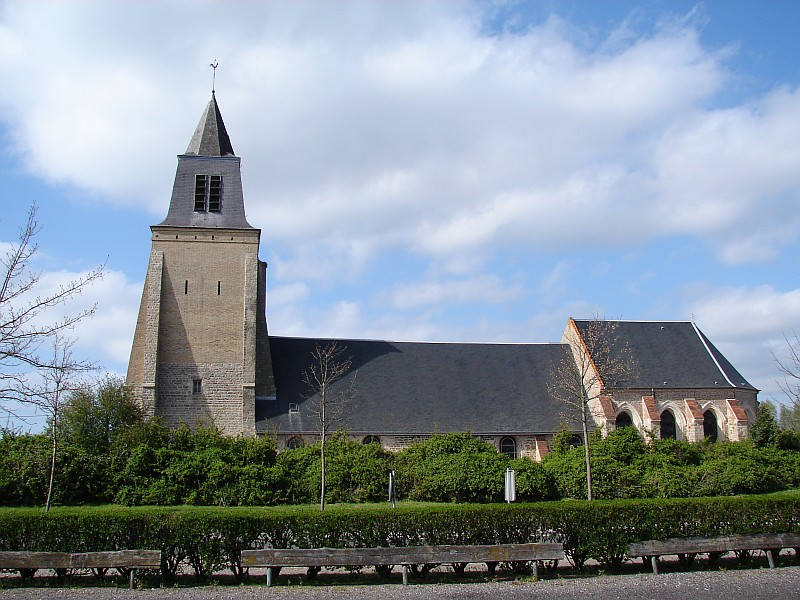
Fotografie der Kirche Saint Jean Baptiste in Berck. Der Kirchturm ist in Manets Bild im Hintergrund zu erkennen.

Das mit 12 × 21 cm im Vergleich zu anderen Werken Manets ungewöhnlich kleinformatige Bild zeigt eine pastorale Szene mit Kühen auf einer Weide und einer Ortschaft im Hintergrund. Die drei Kühe sind nebeneinander von links nach recht aufgereiht und haben jeweils ihren Kopf in das Gras gesenkt. Die linke Kuh ist mit zum Bildrand gedrehten Kopf von hinten zu sehen und hat ihren Schwanz in den Himmel empor gestreckt. Die mittlere Kuh hat Manet in Seitenansicht wiedergegeben und die rechte Kuh ist in leicht seitlicher Frontansicht dargestellt. Das Fell der Kühe ist einheitlich in einer braunen Farbgebung gemalt, wobei die rechte Kuh am Kopf zudem einige weiße Flecken aufweist.
Hinter den Kühen und am linken Bildrand ist ein hölzerner Weidezaun zu sehen. Dahinter sind einzelne Gebäude der Gemeinde Berck zu erkennen. Zwischen der mittleren und rechten Kuh steht markant der in verschiedenen Grautönen gemalte Kirchturm der Église Saint Jean Baptiste, dessen Spitze vom oberen Bildrand abgeschnitten ist. Am linken Bildrand ist eine ebenfalls in Grautönen gehaltene Windmühle zu erkennen, am rechten Bildrand finden sich Häuser mit roten Dachziegeln. Oberhalb der mittleren Kuh ist in dunkler Farbgebung ein Waldstück angedeutet. Über dieser Landschaft hat der Künstler einen Himmel mit weißgrauen Wolken gemalt, zwischen denen an nur wenigen Stellen ein helles Blau durchscheint. Den Vordergrund nimmt die in verschiedenen Grüntönen gemalte Weide ein. Manet hat die Weidefläche in kurzen und lebhaften horizontalen und vertikalen Strichen angedeutet, ohne das einzelne Gräser erkennbar sind. Auch der Rest des Bildes zeigt eine flüchtige und spontane Malweise, sodass eher der Eindruck einer Skizze denn eines ausgearbeiteten Gemäldes entsteht. Der Maler hat das Bild unten rechts mit Manet signiert – ein Hinweis auf eine abgeschlossene Arbeit.

## Hintergrund zur Entstehung des Bildes
Das Bild Drei Kühe auf der Weide malte Manet 1873, ein Jahr, das für den Künstler überaus erfolgreich verlief. Im Salon de Paris hatte er im Frühjahr mit dem Gemälde Le Bon Bock (Das gute Bockbier) nach vielen Jahren der Ablehnung endlich die gewünschte Anerkennung der Kritiker gefunden. Bei seinen jüngeren Malerfreunden dagegen stieß das traditionell gemalte Porträt in Anlehnung an die niederländische Malerei des 17. Jahrhunderts eher auf Ablehnung, da sie in Manet einen Vertreter der neuen Malerei sahen. In Drei Kühe auf der Weide – wie auch den anderen in Berck entstandenen Bildern – widmete sich Manet zwar erneut einem holländisch anmutenden Sujet, nahm aber wieder Abstand von der traditionellen Malerei und wandte sich der Pleinairmalerei und einem lockeren Pinselstrich zu.
Den Sommer des Jahres verbrachte Manet mit Familienangehörigen – mitgereist waren seine Frau Suzanne, seine Mutter und sein Bruder Eugène – an der französischen Kanalküste in Étaples und Berck. Der Ort Berck teilte sich 1873 in den Ortskern Berck-Ville und die Siedlung am Strand Berck-Plage. Am Strand malte der Künstler in diesen Ferien mehrere Meeresansichten und wählte wiederholt Fischerboote als Motiv. Zudem entstanden einige Bilder in der Umgebung von Berck-Ville. Das bekannteste dieser Bilder ist das Gemälde Die Schwalben, das Manet zum Salon des Jahres 1874 eingereicht hatte, von der Jury jedoch abgelehnt wurde. In diesem Bild zeigt er auf einer Wiesenfläche seine Frau und seine Mutter im Gras sitzend, während im Hintergrund Berck-Ville zu sehen ist. Der Blickwinkel des Malers ist bei Die Schwalben und bei Drei Kühe auf der Weide sehr ähnlich. In beiden Bildern reihen sich die Gebäude des Hintergrundes vom Windmühlenmotiv links über den Kirchturm in der Mitte bis zu rot gedeckten Dächern am rechten Bildrand. Auch sind einige Kühe im Bild Die Schwalben zu erkennen, die hier aber zum Bildhintergrund gehören. Es ist nicht belegt, ob Manet Drei Kühe auf der Weide vor dem Bild Die Schwalben gemalt hat und es vielleicht als eine Art Vorstudie diente. Eine sehr ähnliche Ortsansicht wie im Bildhintergrund von Drei Kühe auf der Weide findet sich im Gemälde Landschaft mit Dorfkirche, dass aber vermutlich bereits 1871 andernorts entstand.

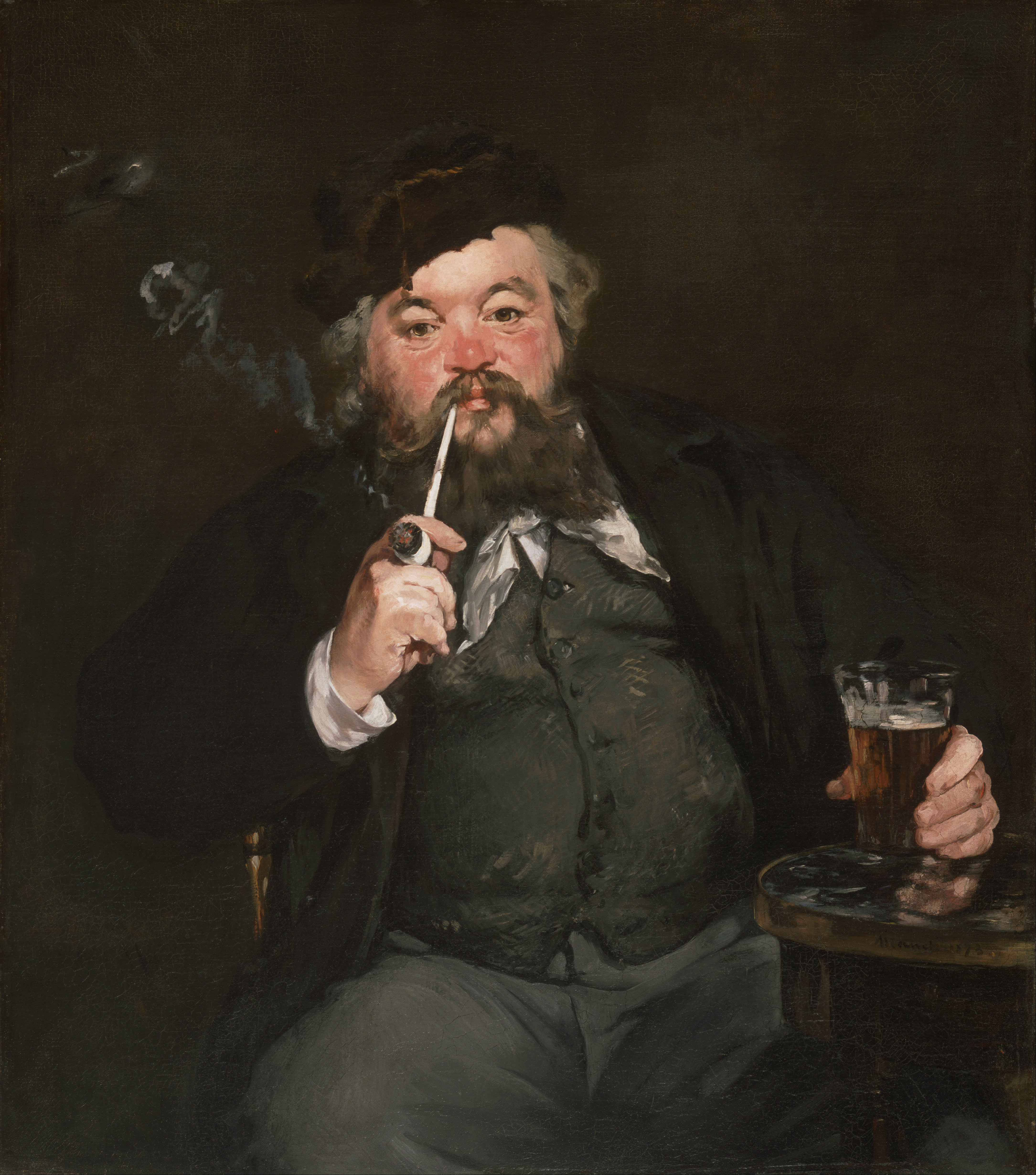
Édouard Manet: Le Bon Bock, 1873, Philadelphia Museum of Art
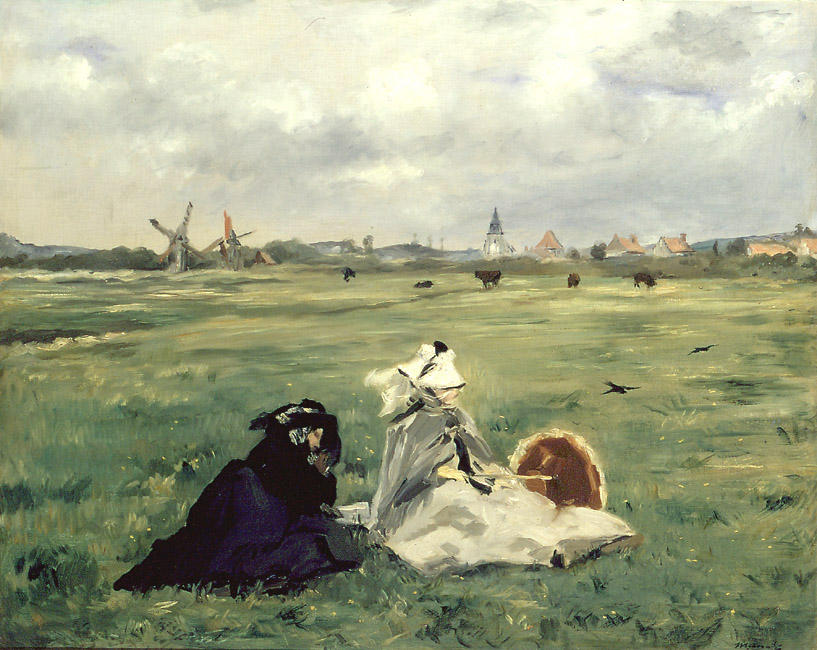
Édouard Manet: Die Schwalben, 1873, Stiftung Sammlung E. G. Bührle, Zürich
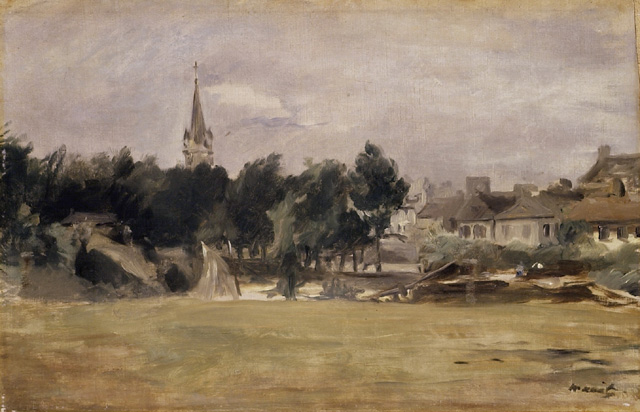
Édouard Manet: Landschaft mit Dorfkirche, um 1871, Ashmolean Museum, Oxford

Die Landschaft an der französischen Kanalküste zeigt in vielfältiger Weise Parallelen zur holländischen Landschaft an der Nordsee. Möglicherweise hat diese Verwandtschaft der Motive Manet zu seinen Bildern in Berck inspiriert. Manets Frau Suzanne war eine gebürtige Niederländerin und Manet hatte mehrfach ihre Heimat besucht – zuletzt im Vorjahr 1872. Auch die niederländische Malerei war Manet gut bekannt, nicht zuletzt durch Museumsbesuche in Amsterdam und Haarlem. Niederländische Gemälde des 17. Jahrhunderts können auch als Vorbilder für Manets Bild gesehen werden. Die in Drei Kühe auf der Weide am linken Bildrand zu sehende Windmühle ist beispielsweise ein wiederkehrendes Motiv bei niederländischen Malern wie Jan van Goyen oder Salomon van Ruysdael. Für das Hauptmotiv des Bildes, die drei Kühe, finden sich bei Paulus Potter Vorbilder. Mehr als 200 Jahre vor Manet definierte Potter beispielsweise im Gemälde Vier koeien in de wei (Vier Kühe auf der Weide) Rinder als eigenständiges Bildsujet.
In Manets Gesamtwerk finden sich immer wieder Abbildungen von Tieren. Möglicherweise hatte er sich hierzu durch den befreundeten Tiermaler Albert de Balleroy, mit dem er sich kurzzeitig ein Atelier geteilt hatte, anregen lassen. Neben einigen Darstellungen von Hunden und verschiedenen Stillleben – wiederholt mit Fischen – sind Tiere jedoch meist Randfiguren bei Personenporträts. Rinder tauchen in Manets Œuvre nur selten auf. In den 1860er Jahren hatte der Maler wiederholt den spanischen Stierkampf als Bildthema gewählt. Hierbei waren aber nicht die Tiere das Hauptmotiv, sondern die Toreros. Erst gegen Ende seiner Karriere wählte Manet einen einzelnen Stier als Bildthema. Das 1881 entstandene Bild Junger Stier auf der Weide kann symbolisch für die junge Manneskraft gelesen werden, die dem von Krankheit gezeichneten Manet inzwischen fehlte. Sein 1873 entstandenes Bild Drei Kühe auf der Weide ist hingegen frei von solch einer Symbolik.

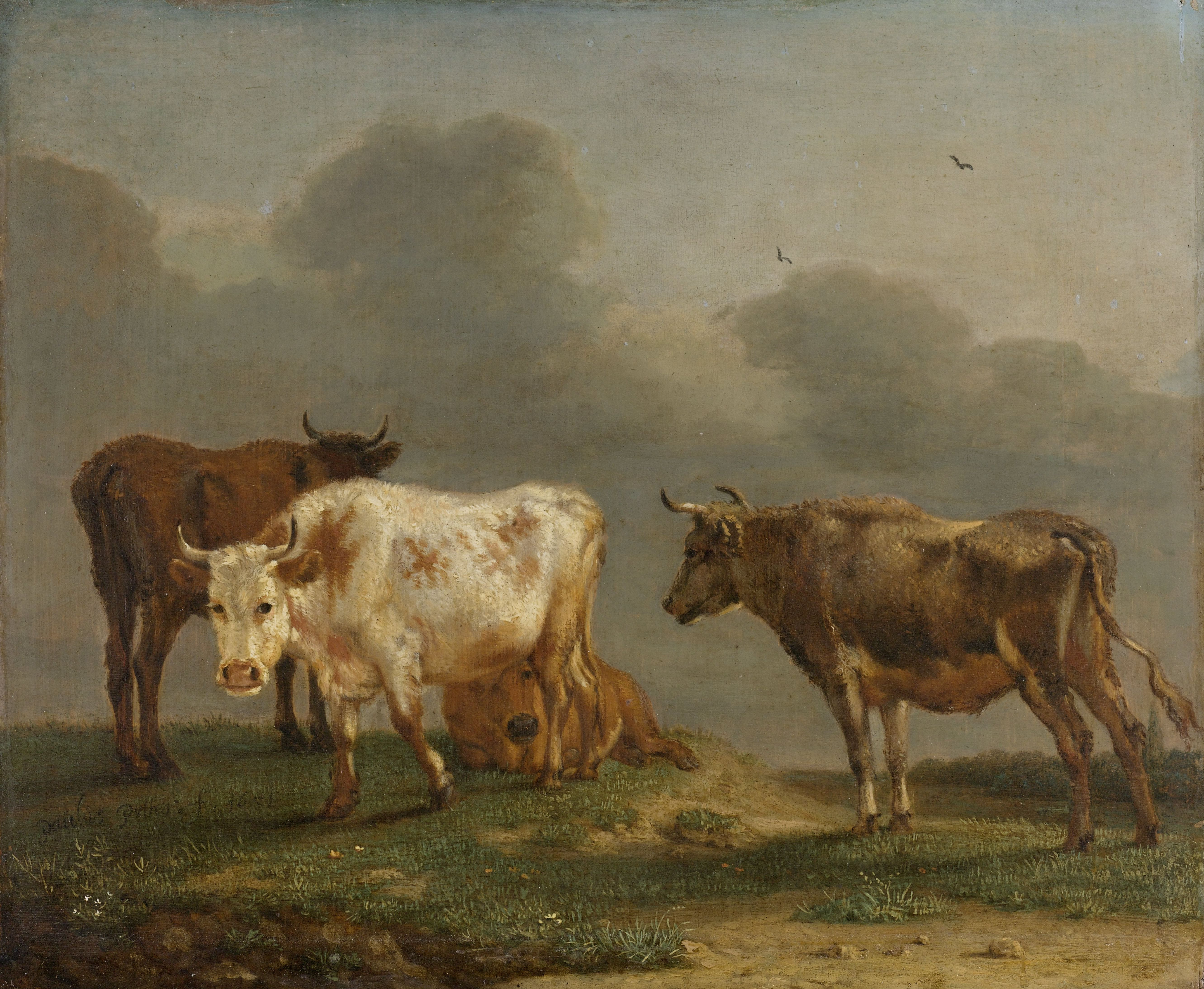
Paulus Potter: Vier Kühe auf der Weide, 1651, Rijksmuseum Amsterdam
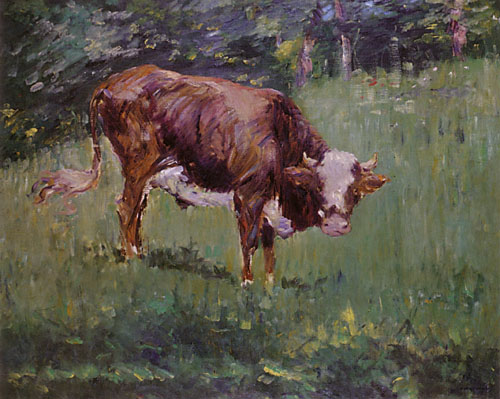
Édouard Manet: Junger Stier auf der Weide, 1881, Privatsammlung

## Provenienz
.Manet behielt das Gemälde drei Jahre in seinem Besitz, bevor er es zur Unterstützung der Witwe des Malers Jean-Adolphe Beaucé versteigern ließ. Diese Benefizversteigerung fand am 11. und 12. Mai 1876 im Pariser Auktionshaus Hôtel Drouot statt und beinhaltete neben Arbeiten von Beaucé Werke befreundeter Künstler. Bei dieser Gelegenheit ersteigerte der Arzt Dr. Georges de Bellio, der mit zahlreichen Malern befreundet war, Manets Drei Kühe auf der Weide. Die umfangreiche Kunstsammlung des Arztes ging nach seinem Tod an seine Tochter Victorine und den Schwiegersohn Ernest Donop de Monchy. Ein Großteil dieser Sammlung befindet sich heute als Vermächtnis im Pariser Musée Marmottan Monet. Das Bild Drei Kühe auf der Weide gelangte hingegen über die Pariser Galerie Bernheim-Jeune in eine namentlich nicht bekannte Privatsammlung. Am 5. November 2008 kam das Gemälde in der New Yorker Filiale des Auktionshauses Sotheby’s zur Versteigerung und ging für 86.500 US-Dollar an einen anonymen Bieter. 2013 wurde das Bild erneut bei Sotheby’s in New York angeboten. Bei einem Schätzwert von 120.000 bis 160.000 US-Dollar fand es allerdings keinen neuen Käufer. Am 13. November 2019 bot das Auktionshaus Sotheby’s das Gemälde erneut zur Versteigerung an. Für 237.500 US-Dollar ging bei dieser Gelegenheit an einen unbekannten Bieter.